# Polygrammopsis forsteri
Polygrammopsis forsteri är en fjärilsart som beskrevs av Munroe 1960. Polygrammopsis forsteri ingår i släktet Polygrammopsis och familjen Crambidae. Inga underarter finns listade i Catalogue of Life.